# 清华大学机械工程馆

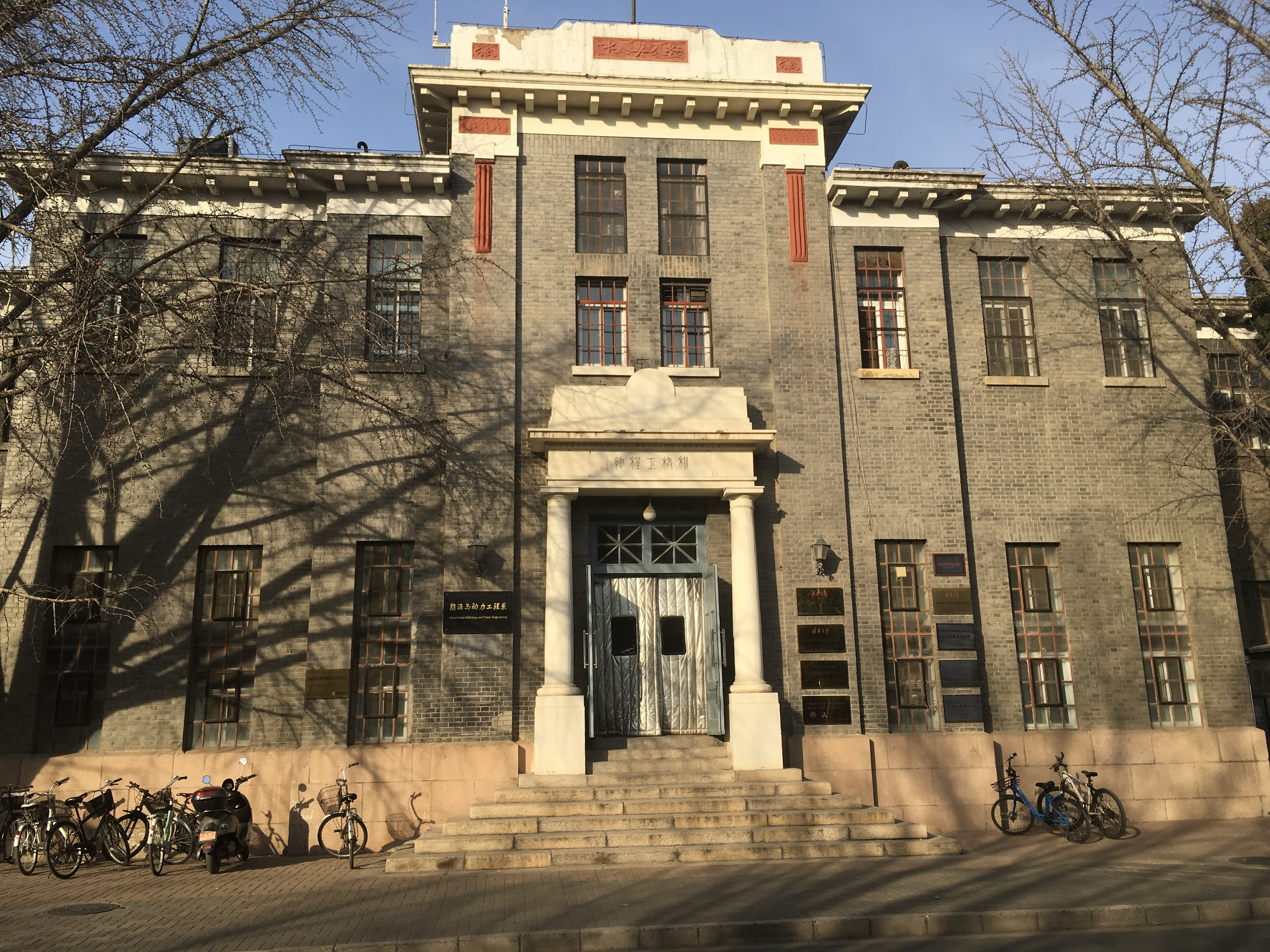
清華大學機械工程館

清华大学机械工程馆是原清華大學機械工程系的系館，現在是清華大學能源與動力工程系的系館，建成於1935年春，沈理源設計，位於二校門東側、清華路北面。

## 建築風格
机械工程馆的建築面積為2652平方公尺，由沈理源負責設計，建築風格為美国近代折衷式校园建筑风格，整體建築為框架结构，並利用清水砖墙面砌出线角。機械館门额“机械工程馆”由国民党元老吴敬恒篆题。其附属建筑有发电厂、锅炉房、旧航空馆、飞机实验室和机械实习工厂。机械工程馆位於二校门以东，與擴建後的与土木工程馆、水力实验室形成组团，成為清华工学院群樓。

## 歷史

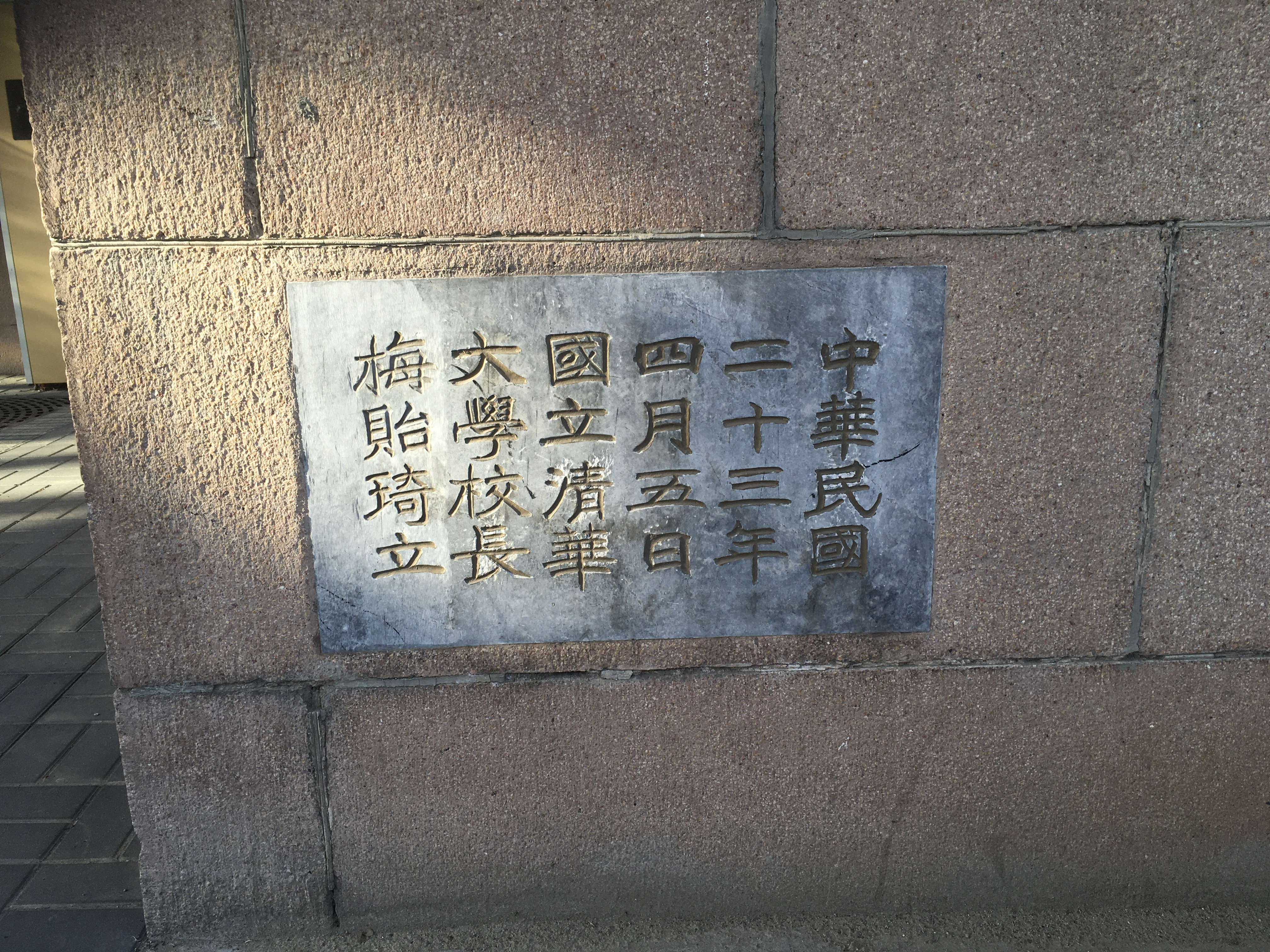
機械館基石

1932年2月，梅貽琦校長宣布清華將向工程學科發展，在原有土木工程系的基礎上增建機械工程系。因此，決定興建機械工程館。
1934年，机械工程馆開始興建，1935年春建成。机械工程馆建後设有热力工程实验室，其内部设备包括蒸汽机、汽轮机、柴油机、机车及汽车等热力工程所需的基础设备，是當年世界上最新式的實驗設備。同样，该馆附属的发电厂、航空馆等也设有当时国际领先的实验设备和教学仪器。然而，1937至1945年日本占领清华园期間，机械馆內實驗設施遭到全部破壞。文革期間，機械館基石遭到破壞，改革開放後修復。
2001年，机械工程馆被中华人民共和国国务院正式公布为第五批全国重点文物保护单位。2016年被列入為“首批中国20世纪建筑遗产”。